# Gouvix
Gouvix és un municipi francès situat al departament de Calvados i a la regió de Normandia. L'any 2007 tenia 842 habitants.

## Demografia

### Població
El 2007 la població de fet de Gouvix era de 842 persones. Hi havia 296 famílies de les quals 52 eren unipersonals (24 homes vivint sols i 28 dones vivint soles), 104 parelles sense fills, 128 parelles amb fills i 12 famílies monoparentals amb fills.
La població ha evolucionat segons el següent gràfic:
Habitants censats

### Habitatges
El 2007 hi havia 315 habitatges, 305 eren l'habitatge principal de la família, 4 eren segones residències i 6 estaven desocupats. 300 eren cases i 7 eren apartaments. Dels 305 habitatges principals, 206 estaven ocupats pels seus propietaris, 96 estaven llogats i ocupats pels llogaters i 3 estaven cedits a títol gratuït; 1 tenia una cambra, 19 en tenien dues, 66 en tenien tres, 86 en tenien quatre i 133 en tenien cinc o més. 251 habitatges disposaven pel capbaix d'una plaça de pàrquing. A 133 habitatges hi havia un automòbil i a 147 n'hi havia dos o més.

### Piràmide de població
La piràmide de població per edats i sexe el 2009 era:
| Homes | Edats   | Dones |
| ----- | ------- | ----- |
| 0     | 95 o +  | 0     |
| 0     | 90 a 94 | 5     |
| 2     | 85 a 89 | 13    |
| 2     | 80 a 84 | 2     |
| 10    | 75 a 79 | 7     |
| 6     | 70 a 74 | 16    |
| 12    | 65 a 69 | 20    |
| 17    | 60 a 64 | 22    |
| 14    | 55 a 59 | 6     |
| 37    | 50 a 54 | 30    |
| 35    | 45 a 49 | 31    |
| 34    | 40 a 44 | 45    |
| 23    | 35 a 39 | 36    |
| 23    | 30 a 34 | 16    |
| 12    | 25 a 29 | 21    |
| 25    | 20 a 24 | 35    |
| 29    | 15 a 19 | 37    |
| 31    | 10 a 14 | 43    |
| 29    | 5 a 9   | 26    |
| 19    | 0 a 4   | 24    |

## Economia
El 2007 la població en edat de treballar era de 560 persones, 400 eren actives i 160 eren inactives. De les 400 persones actives 366 estaven ocupades (202 homes i 164 dones) i 34 estaven aturades (17 homes i 17 dones). De les 160 persones inactives 46 estaven jubilades, 54 estaven estudiant i 60 estaven classificades com a «altres inactius».

### Ingressos
El 2009 a Gouvix hi havia 288 unitats fiscals que integraven 789 persones, la mediana anual d'ingressos fiscals per persona era de 16.292 €.

### Activitats econòmiques
Dels 11 establiments que hi havia el 2007, 1 era d'una empresa extractiva, 5 d'empreses de construcció, 2 d'empreses de comerç i reparació d'automòbils, 2 d'empreses d'hostatgeria i restauració i 1 d'una entitat de l'administració pública.
Dels 4 establiments de servei als particulars que hi havia el 2009, 2 eren paletes, 1 guixaire pintor i 1 fusteria.
L'any 2000 a Gouvix hi havia 6 explotacions agrícoles.

## Equipaments sanitaris i escolars
El 2009 hi havia una escola elemental integrada dins d'un grup escolar amb les comunes properes formant una escola dispersa.

## Poblacions més properes
El següent diagrama mostra les poblacions més properes.